# Brevipalpus sipho
Brevipalpus sipho är en spindeldjursart som beskrevs av Akbar och Aheer 1990. Brevipalpus sipho ingår i släktet Brevipalpus och familjen Tenuipalpidae. Inga underarter finns listade.